# Tượng Lĩnh
Tượng Lĩnh là một xã của tỉnh Thanh Hóa,đây là một xã thuần nông với dân số khoảng 6000 người. Diện tích khoàng 15 km². Có hệ thống sông Duyệt chảy qua. Xã có 2 đập lớn ở 2 thôn Quang Vinh và Hoàng Lâm. Có khoảng 2 km đường sắt chạy qua. Xã được chia làm 9 thôn: Vĩnh Lại; Long Vực; Thọ Nga; Nga Thượng; Phú Long; Phú Sơn; Nhuyễn Sơn; Hoàng Lâm; Quang Vinh. Đây là địa phương có tuyến Đường cao tốc Quốc lộ 45 – Nghi Sơn đi qua đang được xây dựng.
Từ xa xưa trên địa bàn xã này có tuyến kênh Nhà Lê nối từ  kinh đô Hoa Lư đến Đèo Ngang đi qua, là tuyến đường thủy đầu tiên trong lịch sử Việt Nam và được coi là tuyến đường Hồ Chí Minh trên sông vì những đóng góp cho các cuộc chiến tranh của người Việt (hiện là một đoạn của sông Thị Long theo tên gọi địa phương).